# ان‌جی‌سی ۴۱۱
ان‌جی‌سی ۴۱۱ (انگلیسی: NGC 411) یک خوشه کروی است که در صورت فلکی توکان قرار دارد و در سال ۱۸۲۶ میلادی توسط جیمز دانلوپ کشف شد.